# Kota Hattori
Kota Hattori (服部 公太, Hattori Kota) est un footballeur japonais né le 22 novembre 1977. Il évolue au poste de milieu de terrain.

## Biographie
Hattori Kota passe la quasi-totalité de sa carrière au Sanfrecce Hiroshima. Avec ce club, il atteint par deux fois la finale de la Coupe du Japon.
Il reçoit par ailleurs le J. League Fair Play Award en 2009.
Il met un terme à sa carrière professionnelle en novembre 2012.

## Palmarès
Avec le Sanfrecce Hiroshima
- Champion de J-League 2 en 2008
- Finaliste de la Coupe du Japon en 1999 et 2007
- Finaliste de la Coupe de la Ligue japonaise en 2010
- Vainqueur de la Supercoupe du Japon en 2008